# Il clan dei camorristi
Il clan dei camorristi è una miniserie televisiva italiana, andata in onda nel 2013.
La fiction, anche se non ufficialmente, è ispirata alle vicende del clan dei casalesi. Il primo episodio è andato in onda venerdì 25 gennaio 2013 su Canale 5.

## Trama
Nel primo episodio, Francesco Russo, detto O' Malese, è rinchiuso nel carcere di Poggioreale durante il terremoto dell'Irpinia del 1980. Nel carcere ha luogo una strage ordinata dal boss dei boss della camorra Raffaele Cutolo, e O' Malese salva la vita ad Antonio Ruggiero, braccio destro del boss Antonio Vescia.

## Episodi
| Stagione       | Puntate | Anno |
| -------------- | ------- | ---- |
| Stagione unica | 8       | 2013 |

## Personaggi nella realtà
- Francesco Russo, detto 'O Malese (Francesco Schiavone, detto Sandokan)
- Don Antonio Vescia (Antonio Bardellino)
- Ernesto Vescia (Ernesto Bardellino)
- Francesco "Ciccio" Capuano (Francesco Bidognetti)
- Vincenzo De Marchi (Vincenzo De Falco)
- Antonio Ruggiero (Mario Iovine)
- Rosa Russo (Giuseppina Nappa)
- Anna Passino (Anna Carrino)
- Luigi Marino (Luigi Basile)
- Marco Esposito (Salvatore Nuvoletta)
- don Giuseppe Palma (don Giuseppe "Peppe" Diana)
- Paride Guarino (Paride Salzillo)
- avvocato Scalzone (Aldo Scalzone)
- Nicola Sorrentino (Nicola Cosentino)
- Michele Zagali (Michele Zagaria)
- Beppe D'Angelo (Antonio Iovine)
- Renato De Gregorio (Renato Natale)
- Giuseppe Quartana (Giuseppe Quadrano)
- Domenico Ruggiero (Domenico Iovine)
- Don Lorenzo Ammaturo (Umberto Ammaturo per il cognome, ma le vicende sono quelle di Lorenzo Nuvoletta)
- Nicola Benedio (Nicola Beneduce)
- Giovanni Auriemma (Antonio Cangiano)

Il soprannome del personaggio Francesco Russo, 'O Malese, è chiaramente ispirato al soprannome del vero criminale Francesco Schiavone, «Sandokan» (il pirata che, nei romanzi di Salgari così come nel loro celebre adattamento televisivo, è detto la "tigre della Malesia").
I personaggi di Francesco Russo, Marco Esposito, don Giuseppe Palma, Ciccio Capuano, Michele Zagali, Antonio ed Ernesto Vescia sono ispirati a personaggi realmente esistiti, che hanno combattuto la camorra o ne hanno fatto parte.

## Produzione
La città di Castello d'Aversa, paese immaginario dove è ambientata la fiction, si riferisce a San Cipriano d'Aversa. Le riprese sono avvenute nella cittadina di Monterotondo, in provincia di Roma.